# Agriopis
Agriopis là một chi bướm đêm thuộc họ Geometridae.

## Các loài
- Agriopis aurantiaria – Scarce Umber (Hübner, 1799)
- Agriopis bajaria (Denis & Schiffermüller, 1775)
- Agriopis beschkovi Ganev, 1987
- Agriopis dira (Butler, 1878)
- Agriopis erectaria (Püngeler, 1908)
- Agriopis japonensis (Warren, 1894)
- Agriopis leucophaearia – Spring Usher (Denis & Schiffermüller, 1775)
- Agriopis marginaria – Dotted Border (Fabricius, 1776)

## Hình ảnh

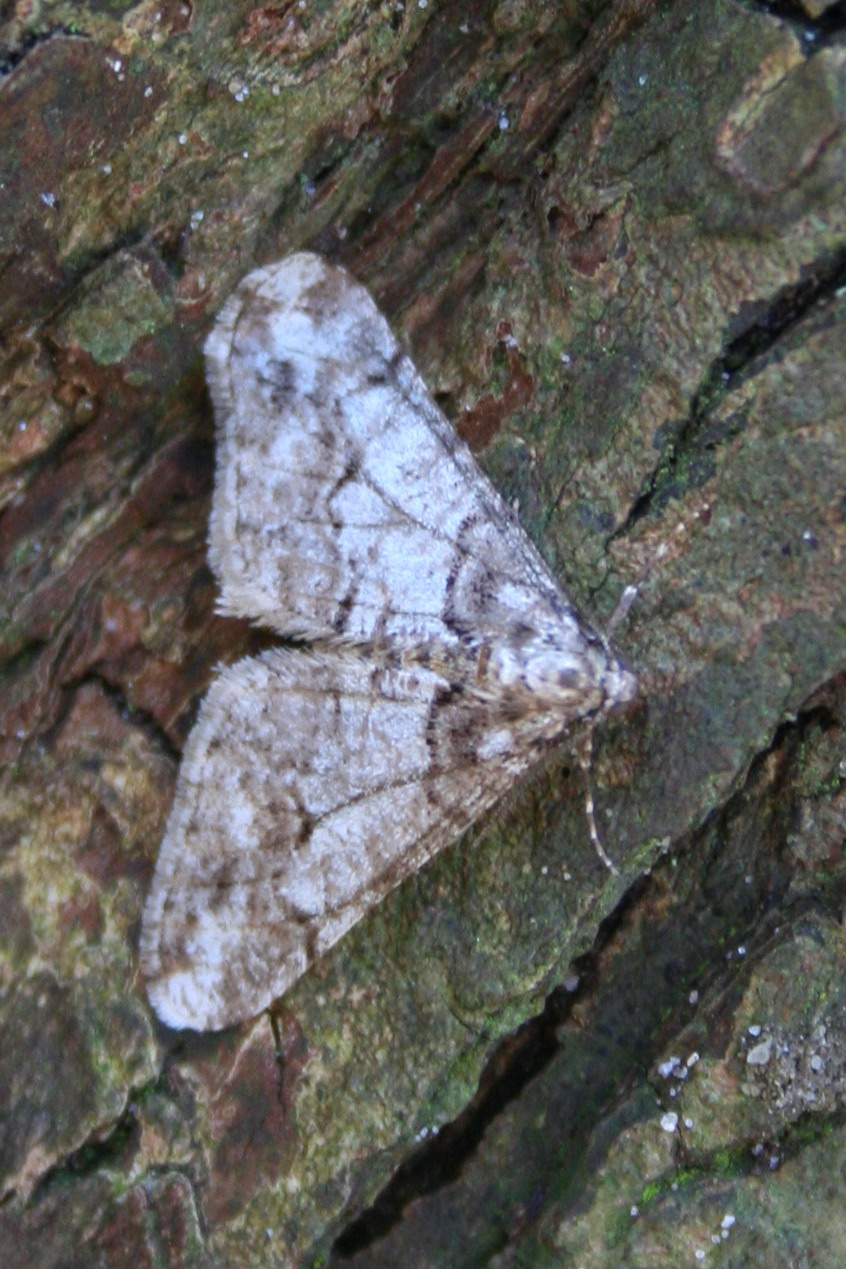